# Mus setzeri
Mus setzeri is een knaagdier uit het geslacht Mus dat voorkomt in de woestijnen van Noordoost-Namibië, West-Zambia en Noordwest- en Zuid-Botswana. Deze soort komt algemeen voor in een vrij groot gebied, inclusief een aantal beschermde gebieden, zodat er geen bedreiging is voor het voortbestaan van de soort.